# Market Bosworth
Market Bosworth is een civil parish in het bestuurlijke gebied Hinckley and Bosworth, in het Engelse graafschap Leicestershire met 2097 inwoners.

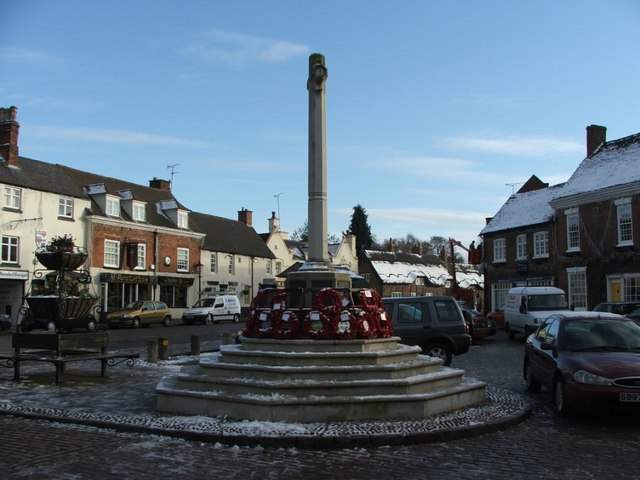
Oorlogsmonument

## Geschiedenis
Koning Eduard I verleende het plaatsje marktrecht. Op 12 mei 1285 veranderde de naam in de huidige. Tegenwoordig is Market Bosworth waarschijnlijk vooral bekend vanwege de Slag bij Bosworth, die in 1485 iets ten zuiden ervan plaatsvond.